# Гуиса, Даниэль
Даниэ́ль Гонса́лес Гуи́са (исп. Daniel González Güiza; род. 17 августа 1980[…], Херес-де-ла-Фронтера) — испанский футболист, нападающий клуба «Ротенья». Чемпион Европы 2008 года в составе сборной Испании.

## Карьера
Цыганского происхождения.
Ещё юношей он начинал карьеру в футбольном клубе «Херес». Там его заметили селекционеры «Мальорки», однако в течение последующих трёх сезонов он редко выходил на поле. После нескольких сезонов во втором дивизионе он переходит в «Хетафе», где становится одним из основных бомбардиров. В июне 2007 года Гуиса переходит в «Мальорку» и становится лучшим бомбардиром Лиги с 27 мячами, ни разу не пробивая пенальти. После удачного Евро 2008, имея предложения от «Реала» и других клубов, неожиданно переходит в турецкий «Фенербахче» за 14 миллионов евро.
20 августа 2011 года подписал контракт с «Хетафе» сроком на 3 года. В ноябре 2012 года перешёл в малайский клуб «Джохор» на правах аренды. Летом 2013 года переходит в «Серро Портеньо». Несмотря на регулярные выступления и результативность, в марте 2015 года контракт с нападающим был расторгнут. В 2015 Даниэль возвращается в Андалузию, в «Кадис». 26 июня 2016 года, забив «Эркулесу» гол, помог Кадису вернуться в Сегунду.
10 июля 2017 присоединился к клубу «Атлетико Санлукеньо».

## Карьера в сборной
8 ноября 2007, когда Даниэлю исполнилось 27 лет, впервые был вызван в сборную Испании на матче со Швецией и Северной Ирландией. Дебютировал за «Красную Фурию» 21 ноября. Играл на чемпионате Европы 2008 года, в котором его команда одержала победу, и Кубке конфедераций 2009 года. На чемпионат мира 2010 года Гуиса не попал и больше не вызывался в национальную команду.

## Достижения

### Командные
«Мальорка»
- Обладатель Кубка Испании: 2002/03

«Фенербахче»
- Чемпион Турции: 2010/11
- Обладатель Суперкубка Турции: 2009

Сборная Испании
- Чемпион Европы: 2008
- Бронзовый призёр Кубка конфедераций: 2009

### Личные
- Лучший бомбардир чемпионата Испании: 2007/08 (27 голов)
- Обладатель трофея Сарры: 2007/08